# Rudolf Wanner
Pour les articles homonymes, voir Wanner.
Rudolf "Rudi" Wanner, né le 28 janvier 1951 à Seefeld, est un sauteur à ski autrichien.

## Biographie
Membre du club de ski de Seefeld, sa ville natale, il fait ses débuts au niveau international en 1971 en prenant part à la Tournée des quatre tremplins. Ses résultats lui permettent de participer aux Jeux olympiques de Sapporo, l'année suivante, où il prend respectivement les 26e et 46e places sur petit et grand tremplins. Lors des saisons suivantes, il n'obtient pas de résultat majeur et il se fait petit à petit éclipser par de jeunes talents tels que Toni Innauer et Karl Schnabl. Il prend part aux Championnats du monde 1974.
Sa carrière rebondit lors de la Tournée des quatre tremplins 1976, qu'il termine au 5e rang à Innsbruck. Ce résultat inattendu lui offre un ticket dans l'équipe d'Autriche pour les Jeux olympiques disputés la même année. Engagé uniquement sur le petit tremplin, il réalise la meilleure performance de sa carrière en terminant 7e sur le tremplin de Seefeld.
Il ne parvient jamais à retrouver sa forme de 1976 et met un terme à sa carrière en 1979.

## Palmarès

### Jeux olympiques
| Épreuve / Édition | Sapporo 1972 | Innsbruck 1976 |
| Petit tremplin    | 26e          | 7e             |
| Grand tremplin    | 46e          |                |

### Championnats du monde
| Épreuve / Édition | Épreuve / Édition | Falun 1974 |
| Grand tremplin    | Grand tremplin    | 21e        |

### Championnats du monde de vol à ski
| Épreuve / Édition | Planica 1972 | Oberstdorf 1973 |
| Individuel        | 15e          | 20e             |